# Naturschutzgebiet Wälder bei Cappenberg-Ost
Das Naturschutzgebiet Wälder bei Cappenberg-Ost ist das größte Naturschutzgebiet im Kreis Unna in Nordrhein-Westfalen. Das aus zwei Teilflächen bestehende etwa 421 ha große Gebiet, das im Jahr 2007 unter der Schlüsselnummer UN-051 unter Naturschutz gestellt wurde, liegt auf dem Gebiet der Städte Selm und Werne. Es erstreckt sich östlich von Cappenberg, einem Ortsteil von Selm. Am nördlichen Rand verläuft die Landesstraße L 507 und unweit westlich die L 810. Südöstlich verläuft die B 54 und fließt die Lippe, westlich verläuft die B 236.